# Frank (Alberta)
Frank ist eine unselbständige Siedlung (Urban Community) im Südwesten der kanadischen Provinz Alberta, in den kanadischen Rocky Mountains. Sie gehört zur Verwaltungsgemeinde Crowsnest Pass und war früher ein eigenständiges Dorf (englisch Village), bevor sie 1979 mit vier anderen Gemeinden zur Gemeinde Crowsnest Pass zusammengelegt wurde.

## Geschichte

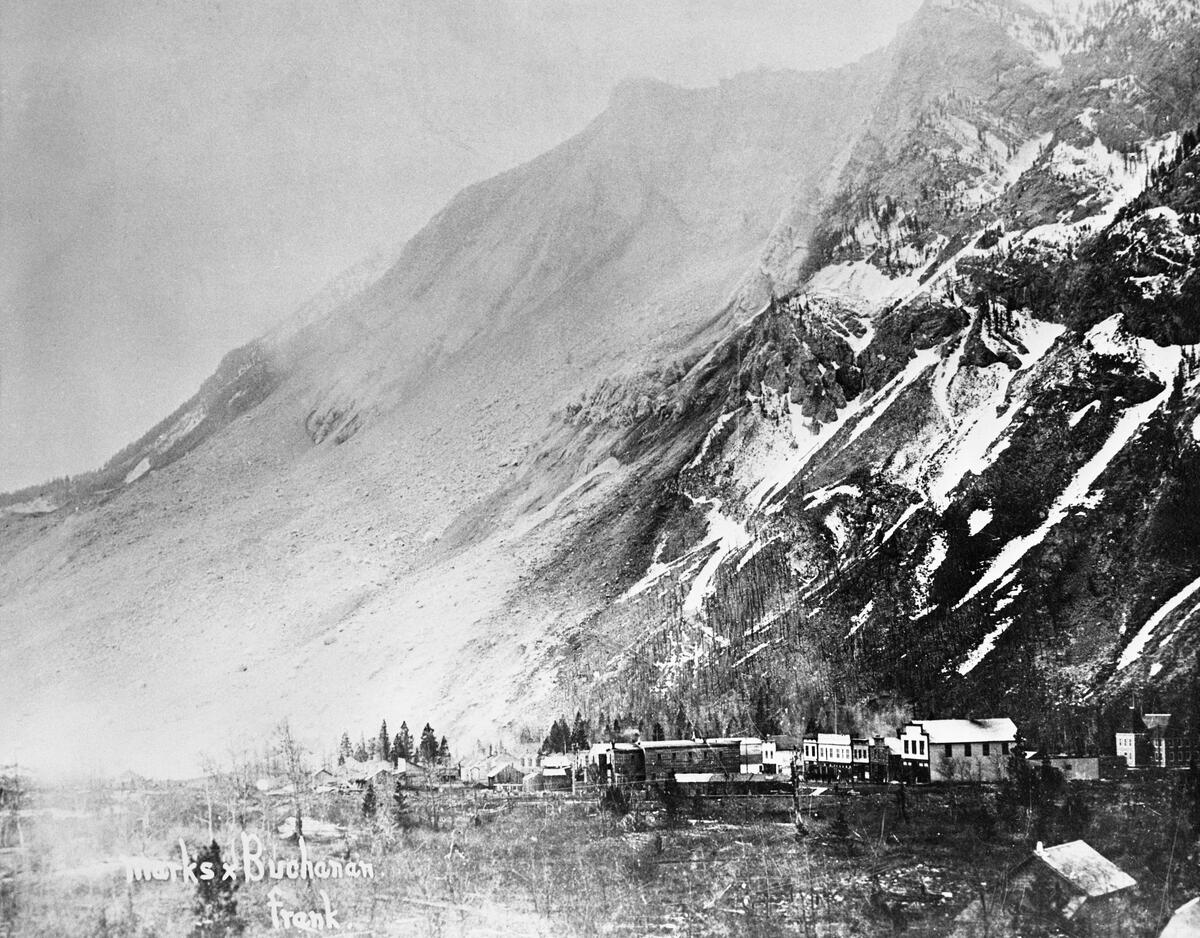
Bergsturz in Frank im Jahr 1903

Im Jahr 1901 erschlossen die amerikanischen Unternehmer Sam Gebo und Henry Frank die erste von vielen Kohleminen am Crowsnest Pass, am Fuße des Turtle Mountain. Im Mai desselben Jahres wurden die ersten Gebäude in der neuen Gemeinde Frank errichtet, die sich auf flachem Land zwischen den Gleisen der Canadian Pacific Railway und der Mine befanden. Die Gemeinde wurde am 3. September 1901 als Village of Frank gegründet.
Die große Eröffnungsfeier der Gemeinde am 10. September 1901 war ein ganztägiges Ereignis mit sportlichen Wettkämpfen (mit gravierten Medaillen für die Sieger), Führungen durch das Bergwerk, einem Bankett und einer Tanzveranstaltung. Zwei Sonderzüge transportierten die Gäste und das Gourmet-Essen (einschließlich einer Tonne Eiscreme). Henry Frank führte den Vorsitz bei der Veranstaltung, an der auch der Premierminister Frederick W. A. G. Haultain, sein Minister für öffentliche Arbeiten und der Bundesinnenminister Clifford Sifton teilnahmen. Frank wurde das erste eingemeindete Dorf am Crowsnest Pass und hatte 1903 bereits 1000 Einwohner mit zwei Dutzend Geschäften und Dienstleistungen, einer zweistöckigen Backsteinschule und einem regionalen Postamt.
Der Bergsturz in Frank am 29. April 1903 zerstörte einen Großteil der Infrastruktur des Bergwerks, mehrere ländliche Betriebe und sieben Häuser am Stadtrand von Frank, wobei 70–90 Menschen ums Leben kamen. Das Bergwerk wurde jedoch innerhalb weniger Wochen wieder eröffnet, und die Eisenbahnlinie wurde bald durch die Absturzstelle wiederhergestellt. Frank erlebte einen weiteren Aufschwung, und 1905–06 wurde nördlich der Gleise eine neue Wohnsiedlung errichtet, um mit der Minenförderung Schritt zu halten. Eine neue Zinkhütte und ein neues dreistöckiges Hotel (Rocky Mountains Sanatorium) in der Nähe einer kalten Schwefelquelle wurden ebenfalls gebaut. In der Nähe des Hotels wurde ein kleiner Zoo errichtet.
Doch schon bald folgte eine Phase des Niedergangs. Aufgrund der Marktkräfte wurde die Zinkhütte nie in Betrieb genommen und zu einer Eislaufhalle umgebaut. Die Befürchtung eines zweiten Bergsturzes führte 1911 zur staatlich angeordneten Schließung des südlichen Stadtgebiets, und in den folgenden Jahren wurden die Gebäude abgerissen oder verlegt. Die Unterteilung von 1905 blieb bestehen, aber Frank war nach der vorübergehenden Schließung des Bergwerks 1912 und der endgültigen Schließung 1917 kein wichtiges Zentrum mehr. Das Sanatorium, das 1917 in ein Militärkrankenhaus umgewandelt wurde, wurde 1928 abgerissen, nachdem es eine Zeit lang leer gestanden hatte. Das Postamt wurde 1968 geschlossen. Am 3. November 1978 verabschiedete die Regierung von Alberta den Crowsnest Pass Municipal Unification Act, der am 1. Januar 1979 zur Eingemeindung des Village Frank mit dem Village Bellevue, der Town Blairmore, der Town Coleman und dem Improvement District (ID) No. 5 führte.
Die Stelle des Bergsturzes von Frank wurde 1977 als historische Stätte der Provinz ausgewiesen, und 1985 eröffnete die Provinzregierung in Frank ein großes Informationszentrum, in dem der Frank Slide und die Geschichte des Kohlebergbaus in der Region erklärt werden. Das Gelände der ursprünglichen Stadt Frank ist heute ein Industriepark, und viele der historischen Gebäude im nördlichen Teil der Stadt sind verschwunden, darunter das stattliche Herrenhaus von Gebo und die katholische Kirche, die 1917 vom Winde verweht wurde. Es gibt jedoch einige Häuser, die über hundert Jahre alt sind, und Besucher können noch Teile der jahrhundertealten Wasserleitungen aus Holz in Gold Creek, einen Teil des Fundaments der Zinkfabrik (und den Tunnel, der sie mit dem Schornstein auf dem Hügel verband) sowie einen antiken Hydranten in der alten geschlossenen Siedlung sehen.